# Withania grisea
Withania grisea är en potatisväxtart som först beskrevs av Frank Nigel Hepper och Boulos, och fick sitt nu gällande namn av Mats Thulin. Withania grisea ingår i släktet Withania och familjen potatisväxter. Inga underarter finns listade i Catalogue of Life.